# 吴浩 (1963年)
吴浩（1963年—），男，汉族，江西上饶人，中华人民共和国政治人物，中国共产党党员，第十二届全国人民代表大会江西地区代表。
2018年，担任国务院法制办公室政法国防法制司司长。